# Csörög, Pesta
Csörög  este un sat în districtul Vác, județul Pesta, Ungaria, având o populație de 1.857 de locuitori (2011). 

## Demografie
Componența etnică a satului Csörög
     Maghiari (85,36%)
     Romi (11,8%)
     Necunoscut (0,93%)
     Alții (1,91%)
Componența confesională a satului Csörög
     Romano-catolici (39,15%)
     Fără religie (13,3%)
     Reformați (7,86%)
     Luterani (1,88%)
     Atei (1,56%)
     Necunoscută (35,86%)
     Greco-catolici (0,38%)
     Alte religii (4,68%)
Conform recensământului din 2011, satul Csörög avea 1.857 de locuitori. Din punct de vedere etnic, majoritatea locuitorilor (85,36%) erau maghiari, cu o minoritate de romi (11,8%). Apartenența etnică nu este cunoscută în cazul a 0,93% din locuitori. Nu există o religie majoritară, locuitorii fiind romano-catolici (39,15%), persoane fără religie (13,3%), reformați (7,86%), luterani (1,88%) și atei (1,56%). Pentru 35,86% din locuitori nu este cunoscută apartenența confesională.